# Éric Chacour
Œuvres principales
Ce que je sais de toi
Éric Chacour est un écrivain québécois. Son premier roman, Ce que je sais de toi, a été publié en 2023.

## Biographie
Né à Montréal de parents immigrants égyptiens, il a passé son enfance au Québec et en France. Il a par la suite étudié en économie appliquée et en relations internationales à l’Université de Montréal. En parallèle de son emploi à temps plein dans le secteur financier, Chacour entame la rédaction de Ce que je sais de toi une dizaine d'années avant sa publication définitive en 2023.

## Ce que je sais de toi
Ce que je sais de toi paraît en janvier 2023 chez Alto au Québec. Il est publié au mois d'août de la même année chez Philippe Rey. En date de mai 2024, le roman est vendu à plus de 110 000 exemplaires à travers la francophonie et traduit en plus de 10 langues.
Le roman remporte le Prix Femina des lycéens en 2023, le Prix des cinq continents de la francophonie, le prix France-Québec et le Prix des libraires en 2024, entre autres distinctions. Il est le second québécois à remporter le Prix des libraires de France et le premier depuis Anne Hébert en 1971,. Le roman a également été choisi pour la deuxième sélection des prix Renaudot et Femina.
En 2025, une adaptation théâtrale de Ce que je sais de toi est annoncée, fruit d'une collaboration entre le théâtre de la Colline (France), le Trident (ville de Québec) et le théâtre Duceppe (Montréal).

## Œuvres
- Ce que je sais de toi, Montréal, Alto, 2023, 296 p. (ISBN 9782896945924)
  - Nouvelle édition française, Ce que je sais de toi, Paris, Philippe Rey, 2023, 304 p. (ISBN 978-2-38482-034-4)

## Prix, distinctions et nominations

### Ce que je sais de toi(roman)
- Prix Fémina des lycéens 2023[6]
- Prix Première Plume 2023[5]
- Prix des Talents Cultura 2023, catégorie roman[5]
- Bourse de la découverte de la Fondation Prince Pierre de Monaco 2023[12]
- Prix des cinq continents de la francophonie 2024[7]
- Prix du Festival du premier roman de Chambéry 2024[5]
- Prix du Rendez-vous du premier roman 2024, catégorie Québec[13]
- Prix France-Québec 2024[8]
- Prix des Libraires 2024[10]
- Prix du 3-mars, décerné par la librairie Le bruit des mots de La Flèche[5],[14]
- Sélection du prix littéraire des collégiens 2024[15]
- Deuxième sélection du prix Renaudot 2024[3]
- Deuxième sélection du prix Fémina 2024[3]